# Burns (Oregon)
Burns – miasto w Stanach Zjednoczonych, w stanie Oregon, siedziba administracyjna hrabstwa Harney.